# Honfleur (Quebec)
Honfleur es un municipio canadiense situado en la provincia de Quebec.

## Superficie
Honfleur tiene una superficie de 50,67 km².

## Demografía
En 2021, tenía 881 habitantes, una densidad poblacional de 17,4 hab./km², y 362 viviendas.